# Huacrapuco
El huacrapuco, huajrapuco, wajarapuco o wajrapuco (en quechua: waqraphuku o waka waqra) es un instrumento musical de viento propio de la música andina del Perú con forma de corneta y hecho a partir de cuernos de vacuno. En el año 2013, el Ministerio de Cultura lo incluyó oficialmente como parte del Patrimonio Cultural de la Nación del Perú, "por ser uno de los aportes más importantes a la cultura musical del país".
Es uno de los instrumentos más característicos de la región central y sur andina del Perú, como los departamentos de Ayacucho, Apurímac y Huancavelica, la sierra de los departamentos de Arequipa, Ayacucho, Lima, Cuzco, Junín y Pasco.

## Nombre
Es conocido con varios nombres en las lenguas quechuas y en el castellano andino. En quechua, es conocido como waqrapuku en quechua chanca; como waqraphuku en quechua Collao; como waka waqra (‘cuerno de vaca’) en quechua cuzqueño y collavino;o simplemente como waqra o waqla (‘cuerno’) en otros quechuas. Otras denominaciones incluyen wagra, corneta andina, wakra montoy, waray condor, santiago, etc.

## Descripción y fabricación
Es una especie de trompeta de al rededor de 40 cm de diámetro, compuesta por varios fragmentos de cuernos de vacuno formando un tubo curvo con forma helicoidal. Tiene un solo orificio por el que se sopla, y no tiene orificios para las notas; es decir, no posee ningún mecanismo que modifique la altura de sonido. Resulta parecido al shofar hebreo.
Se fabrican a partir de cuernos de origen vacuno o, en algunos casos, de la combinación de cuernos de origen vacuno y ovino. Estos cuernos se unen mediante cueros. Asimismo, se le suele añadir una boquilla de metal, madera o de cuerno.
Los cuernos se dividen según los lados: los del lado izquierdo son machos, y los del lado derecho son hembras; nunca se entrejuntan porque hacerlo es -según el dicho popular- "de mal agüero".

## Uso
El waqrapuku está asociado a las fiestas de marcación del ganado, corrida de toros, pago ritual a la tierra, carnaval, y otras fiestas como la celebración de las victorias de Andrés Avelino Cáceres durante la guerra con Chile o la fiesta de Santiago.
Durante las corridas de toros y los Yawar Fiesta, se usa para anunciar el comienzo del espectáculo o cuando llegan los toros.[cita requerida]
- Ejecución del waqrapuku

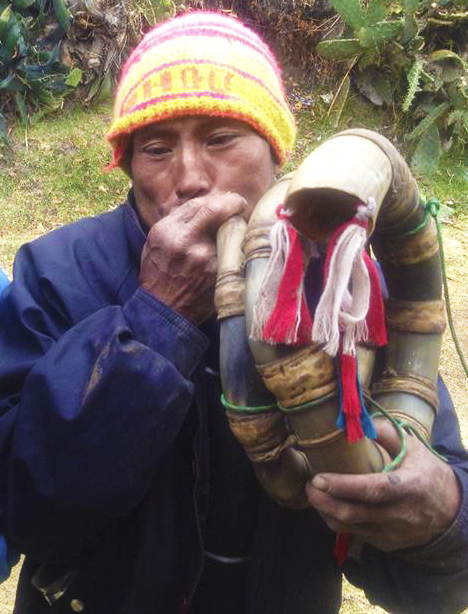
Músico tocando el huacrapuco de la sierra